# Beerburrum
Beerburrum – miasto w Australii, w stanie Queensland.